# Generació Z
| Generacions |
| --- |
| |
| Generació perduda Gran generació Generació silenciosa Baby boomers Generació X Generació Y Generació Z Generació Alfa |
| |

La Generació Z (també coneguts com a centennials) designa la generació de joves nascuts entre el 1997 i el 2012. Rep el nom per seguir cronològicament a la generació Y, amb la qual comparteix la majoria de trets. De fet hi ha persones que poden ser adscrites indistintament a qualsevol de les dues. Sovint se'ls coneix com a nadius digitals, per l'ús intensiu de les TIC des dels primers anys de vida, ús que s'accentua en arribar a l'adolescència i que té un fort component social, a diferència del predomini dels videojocs d'altres generacions. S'associa aquest canvi amb l'èxit de les plataformes de xarxes socials (com Facebook, Instagram, Twitter, VK o Tuenti) i programes de missatgeria gratuïta (com WhatsApp, Signal o Telegram).
Com a trets positius psicològics, els estudiosos destaquen la capacitat per aprendre noves tècniques, treballar en equip i mostrar-se flexibles, així com la igualtat entre gèneres. Negativament, destaquen per la incapacitat per mantenir l'atenció durant períodes perllongats, pel menor valor atorgat a l'educació o la cultura i per la menor implicació en causes col·lectives polítiques.
La Generació Z ha sigut la generació amb l'oportunitat de provar el Mètode d'ensenyament BYOD i les persones d'aquesta generació tenen fama de tenir més coneixements sobre les noves tecnologies.